# Irga kutnerowata

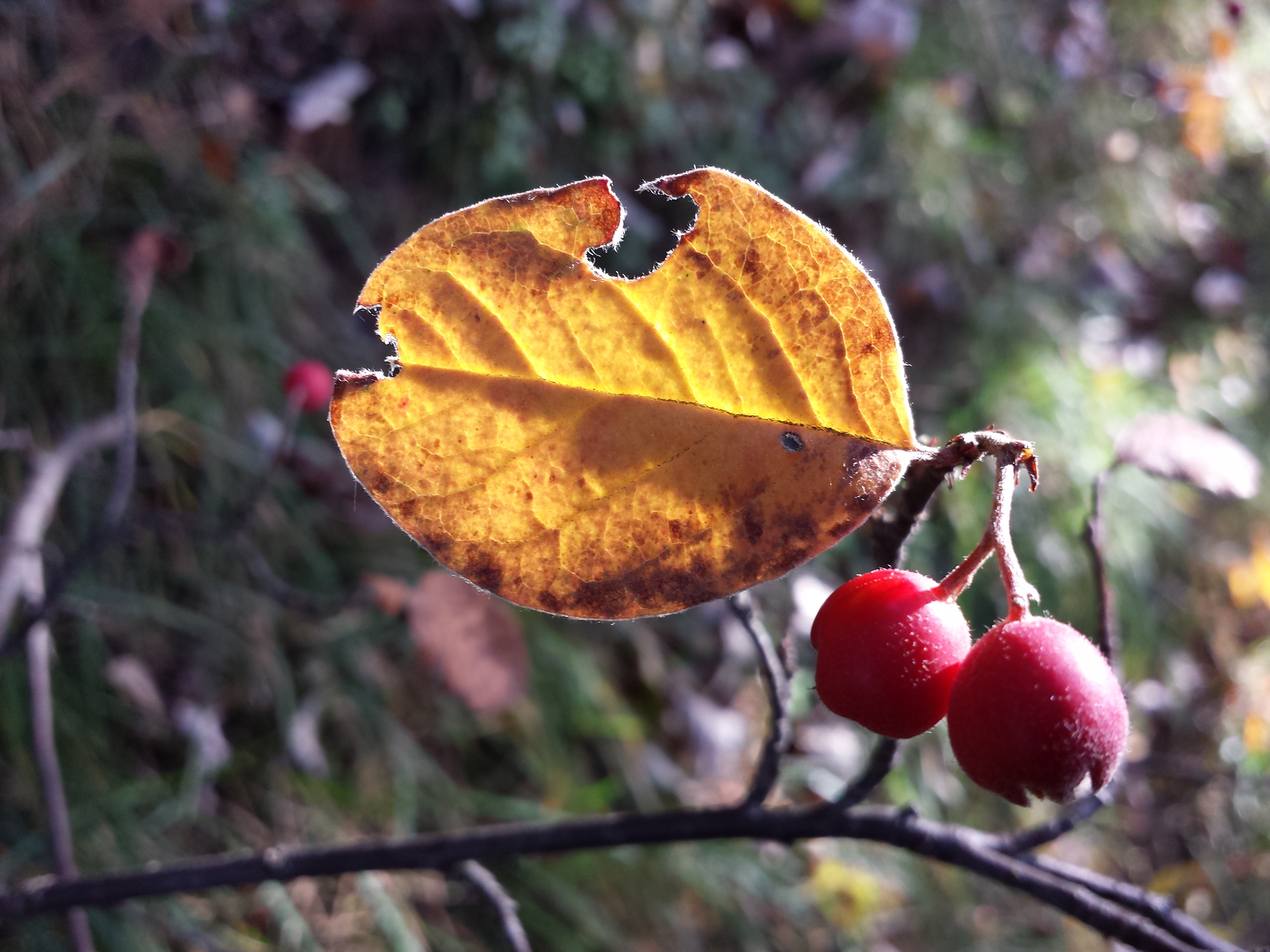

Irga kutnerowata, irga owłosiona (Cotoneaster tomentosus (Aiton) Lindl.) – gatunek krzewu z rodziny różowatych.

## Rozmieszczenie geograficzne
Pochodzi z Europy Południowej i Środkowej. Występuje głównie na obszarach górskich: Apeniny, Alpy, Karpaty, Jura, Góry Dynarskie i góry Półwyspu Bałkańskiego. W Polsce występuje wyłącznie w Tatrach i to tylko w Tatrach Zachodnich na 6 stanowiskach: pod Rękawicą w Dolinie Kościeliskiej, w Dolinie Strążyskiej, w Końskim Żlebie, na Zawieszce w grzbiecie Sarniej Skały, w Dolinie Białego i na Hrubym Reglu. Rzadka jest również po słowackiej stronie Tatr; podano ją tutaj z 10 stanowisk. Stanowiska w polskich Tatrach są najdalej na północ wysuniętymi miejscami występowania tego gatunku. Najwyżej (do 2400 m n.p.m.) dochodzi we włoskich Alpach.

## Morfologia
PokrójSilnie rozgałęziony krzew o wysokości do 2 m. Pędy brunatnozielone i mniej lub bardziej filcowato owłosione.
LiścieSzerokoeliptyczne lub jajowate, o długości 2–6 cm i szerokości 2–3,5 cm, zazwyczaj z tępym wierzchołkiem. Na górnej stronie są owłosione, na dolnej pokryte białym kutnerem.
KwiatyPromieniste, białe. Działki kielicha w kwiatach i hypancjum są pokryte kutnerem, po czym łatwo rozróżnić można ten gatunek od bardzo podobnej irgi zwyczajnej. Słupek z 3-5 szyjkami.
OwoceCzerwone, mączyste, z zewnątrz pokryte włoskami.

## Biologia i ekologia
Nanofanerofit. Występuje na słonecznych, stromych i skalistych stokach o nachyleniu do 60%, na płytkich glebach. Kwitnie od czerwca do lipca. Nasiona rozsiewane są przez zwierzęta. Liczba chromosomów 2n = 68.

## Zagrożenia i ochrona
Kategorie zagrożenia gatunku:
- Kategoria zagrożenia w Polsce według Czerwonej listy roślin i grzybów Polski (2006)[7]: R (rzadki, potencjalnie zagrożony); 2016: EN (zagrożony)[8].
- Kategoria zagrożenia w Polsce według Polskiej Czerwonej Księgi Roślin (2001): CR (critical, krytycznie zagrożony); 2014: EN (zagrożony)[9].

Wszystkie jej stanowiska w Polsce znajdują się na obszarze Tatrzańskiego Parku Narodowego. Gatunek w Polsce jest zagrożony z powodu nielicznych stanowisk z niewielką liczbą osobników, ponadto stanowiska te zagrożone są przez zarastającą je kosodrzewinę. Najliczniejsza populacja w Końskim Żlebie w latach 2001–2004 liczyła tylko 14 okazów.